# Cuentos Reunidos de William Faulkner
Collected Stories of William Faulkner es una colección de cuentos de William Faulkner publicados en agosto de 1950, que agrupa cuarenta y dos cuentos escritos entre 1925 y 1942 . La edición estuvo a cargo del autor, quien agrupó sus obras en seis apartados diferenciados.

## Historia
En la década de 1930, William Faulkner había agrupado sus cuentos, algunos de los cuales habían sido publicados previamente en periódicos y en dos colecciones, These 13 (publicada en 1931) y Doctor Martino and Other Stories (publicada en 1934). En 1946, Malcolm Cowley, que acababa de montar y prefacio de Portable Faulkner que combinaba cuentos y extractos de una novela  (publicada por Viking Press), sugirió que Faulkner publicara sus cuentos de acuerdo con una organización cíclica o temática. Dos años después, Albert Erskine, editor de Random House comenzó a trabajar en esta tercera colección, con la ayuda de Robert K. Haas y Saxe Commins. Aunque dudoso sobre los méritos de la empresa, el escritor se dejó convencer por sus editores, en particular por Cowley, con quien permaneció unos días en octubre de 1948. El 1 de noviembre, le envió una versión prácticamente definitiva y le dice, "cuanto más lo pienso, más me gusta la idea", incluso considerando escribir un prefacio.

"Incluso para una colección de cuentos, la forma, la cohesión, no son menos importantes que para una novela: es una entidad independiente, autónoma, que apunta a un solo tono y a una cohesión contrapuntística, y que tiende a un fin único, solo un final.

Este volumen de 1950 es el único de sus colecciones de cuentos que Faulkner realmente se tomó el tiempo de diseñar, componer y organizar, dándole el estatus de una obra por derecho propio, como sus novelas. Elige el título y la distribución de seis secciones temáticas y alterna de forma regular entre historias serias, trágicas y cómicas. Se incluyen veinticinco de los veintisiete cuentos publicados en las dos colecciones anteriores, excluidas The Hound y Smoke, integradas respectivamente en las obras El villorrio y Gambito de caballo. El escritor quedó satisfecho con el resultado: "Tenías [...] razón sobre la colección [...]: se mantiene, sorprendentemente bien después de diez o veinte años".

## Recepción
Cuatro meses antes de la concesión del Premio Nobel de Literatura, Collected Stories representa la culminación de la carrera de Faulkner como cuentista, y también su fin. Ahora disponiendo de los medios para dedicarse por completo a la escritura de novelas, escribiría apenas medio docena de cuentos. La colección, extremadamente bien recibida, definitivamente estableció la reputación de Faulkner, y la influyente New York Times Book Review lo colocó "por encima de todos los escritores estadounidenses desde James y quizás desde Melville". Es cierto que el universo de Faulkner ya no se limitaba solo a Yoknapatawpha, extendiendo su campo a otras ciudades de Estados Unidos: Nueva York (Pennsylvania Station) y Hollywood (Eldorado), e incluso hasta Europa, con Italia, que había visitado brevemente en 1925 (Divorcio en Nápoles), en el norte de Francia, en el Mar del Norte y en Alemania durante la Gran Guerra (cuentos de la sección La Tierra Baldía).